# Zasieki (województwo lubuskie)
Zasieki – wieś w Polsce, w województwie lubuskim, w powiecie żarskim, w gminie Brody. Położona w Kotlinie Zasieckiej (Niecka Lubszy), na prawym brzegu Nysy Łużyckiej, przy granicy z Republiką Federalną Niemiec. W latach 1897–1945 część miasta Forst.
Obecna wieś Zasieki obejmuje obszary dwóch dawnych wsi:
- Berge[4] – obejmuje północną, obecnie w większości niezabudowaną część Zasiek. Wieś Berge włączono do Forst w 1897 roku[5].
- Skuren[6] (także Skurum lub Skaren[7])  – obejmuje południową, obecnie zabudowaną część Zasiek. Wieś Skuren włączono do Forst w latach 30. XX wieku[8].

Oba obszary stanowiły odtąd wschodnią część miasta Forst o nazwie Forst-Berge, którą systematycznie rozbudowywano, nadając jej obecne regularne rozplanowanie urbanistyczne z modernistyczną zabudową. Dzielnica liczyła pod koniec lat 30. XX wieku między 8 000 a 10 000 mieszkańców.
Po II wojnie światowej część ta przypadła Polsce i przez krótki czas zachowała status miasta o nazwie Barszcz (lub Barść) w powiecie żarskim, liczącego w 1946 roku zaledwie 110 mieszkańców, stając się najmniejszym miastem Polski. W 1946 ustalono nazwę Zasieki. Następnie rozpoczęto okres rozbiórki Zasiek (1947–1952), m.in. na cele odbudowy Warszawy. Zasieki stały się nietypową wsią o małej liczbie ludności i szerokich ulicach z chodnikami. Nazwę Skórzno (dla Skuren) ustalono w 1953 roku, jako dla części wsi Zasieki.
Stopniowy rozwój miejscowości nastąpił dopiero po wybudowaniu nowego mostu z Niemcami w 2002 roku na północnych rubieżach wsi.

## Historia

### Do 1945 roku

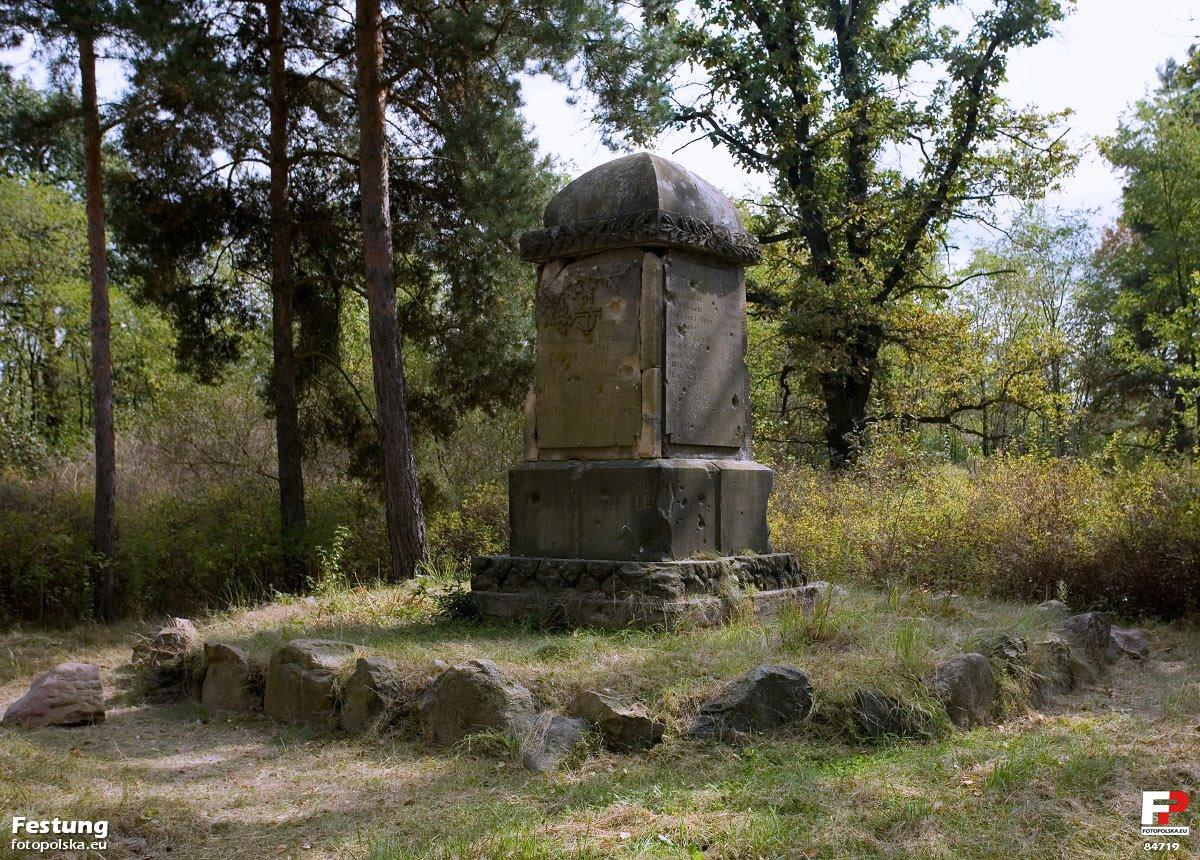
Pomnik ofiar I wojny światowej w dawnym parku miejskim

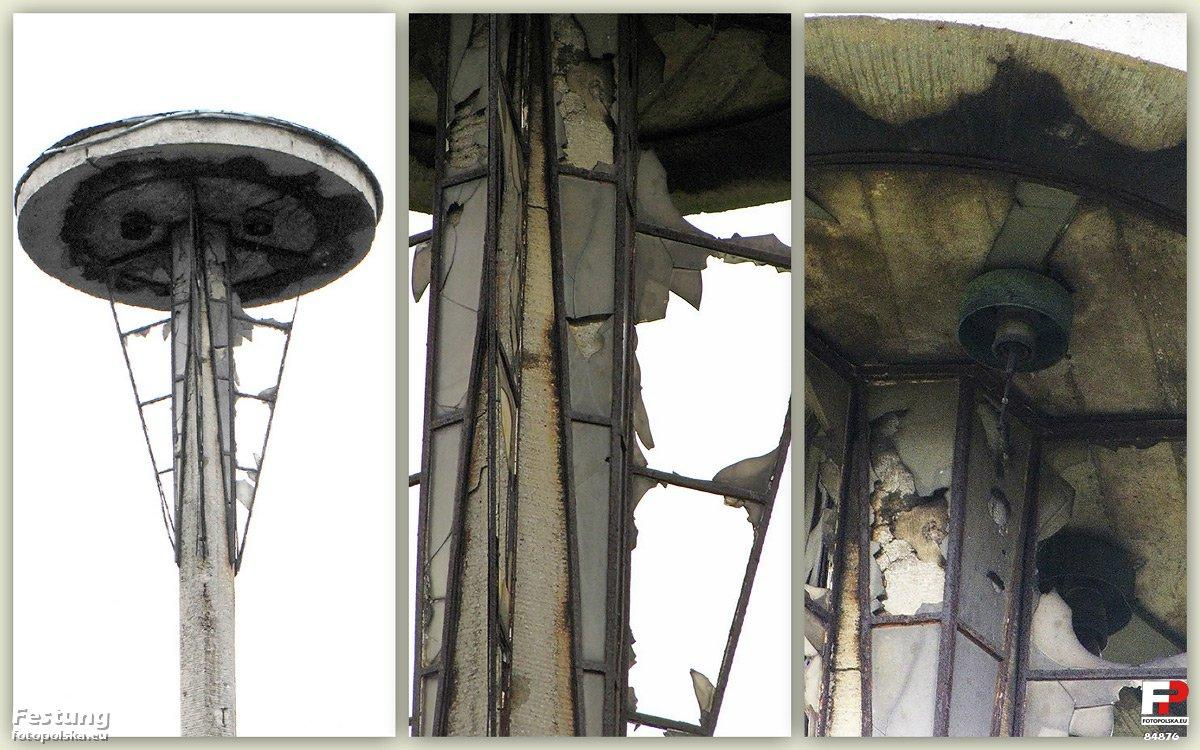
Modernistyczne latarnie dawniej oświetlające Horst Wesselplatz

Od XIII wieku na jej gruntach zlokalizowana była łużycka osada Berge, która wchodziła w skład latyfundium Herrschaft Pförten z siedzibą klucza w Brodach, a później od XIX wieku stanowiła prawobrzeżną część miasta Forst (Barść). Na terenie obecnej Herrschaft Forst powstała ok. XIII wieku wielka własność ziemska, jej pierwszymi posiadaczami była rodzina von Ilenburg. Pomiędzy 1380 a 1385 majątek nabyła rodzina von Biberstein, która od połowy XV wieku posiadała również wielką własność ziemską w Brodach (Herrschaft Pförten). Ród ten wymarł w 1667, a ich stan posiadania rozpadł się na dwie części: własność w Zasiekach przeszła w ręce Saksonii-Merseburga, w Brodach zaś majątek przejęła początkowo rodzina von Promnitz, a od 1726 rodzina von Watzdorf. W 1740 została sprzedana Henrykowi Brühlowi, który był polskim ministrem za panowania króla Augusta III. Około 1746 ponownie połączył on oba majątki, ponieważ odkupił posiadłość w Zasiekach.

Wielka własność ziemska w Brodach i Zasiekach była jedną z największych posiadłości ziemskich na terenie Dolnych Łużyc. Obok dobrze rozwiniętej kancelarii i sądu dworskiego w latach 1586–1740 posiadała własny konsystorz.
Pozostawała w rękach rodziny von Brühl do 1945.
Po raz pierwszy Forst wymieniany jest w dokumencie z 1346. Było to niewielkie prywatne miasteczko założone ok. 1352, położone pomiędzy odnogami Nysy Łużyckiej. Nie posiadało murów obronnych, było chronione tylko przez fosę. Do końca XIX wieku miało charakter słowiański i było zamieszkane w znaczącym odsetku przez Serbołużyczan, którzy mieli tutaj własny kościół – odbywały się w nim nabożeństwa w języku łużyckim.
Forst był ośrodkiem rzemieślniczym, w którym rozwijało się m.in. płóciennictwo, sukiennictwo, szewstwo i garncarstwo. W drugiej połowie XIX wieku to niewielkie miasteczko leżące po drugiej stronie Nysy Łużyckiej przeżywało dynamiczny wzrost gospodarczy związany z panującym okresem industrializacji. Na początku XX wieku Forst stał się znaczącym ośrodkiem przemysłu tekstylnego. Liczba mieszkańców wzrosła z 2400 (w 1826) do 32 060 osób (w 1900), aby w 1939 wynieść około 27 000 osób. W 1921 wybudowany został wedle projektu Rudolfa Kühna tzw. Lange Brücke (Długi Most) na Nysie, co bezpośrednio otworzyło możliwość rozwoju miasta na prawym brzegu rzeki. Nowa dzielnica przejęła nazwę od istniejącej tu dotychczas wsi. Berge miało gwiaździsty układ ulic, które rozchodziły się od mostu. W północnej części dzielnicy ulokowano park.

Pod koniec lat 30. władze III Rzeszy podjęły decyzję o ulokowaniu w południowo-wschodniej części Forst-Berge dużych zakładów chemicznych, których produkcja miała być przeznaczona do celów militarnych. Fabryka w Brożku, a dokładnie w Forst-Scheuno była własnością Deutsche Sprengchemie GmbH. Prace projektowe w Zasiekach rozpoczęto w 1938, a prace ziemno-betoniarskie rozpoczęły się jesienią 1939, zakończono je w 1941.

### Po 1945 roku
Pod koniec II wojny światowej miasto Forst na lewym brzegu Nysy zostało doszczętnie zniszczone, a radziecka komendantura planowała zaniechać odbudowy. Zamiar ten porzucono, a po powstaniu NRD w 1949 miasto odbudowano i ponownie rozwinięto tam przemysł tekstylny.
Prawobrzeżna część Forst pozostała niezniszczona, po II wojnie światowej znalazła się w granicach państwa polskiego. Pierwszy Pełnomocnik Rządu RP na Obwód Żarski, Bronisław Podhorski, w dniu 31 maja 1945 raportował: (...) Gmina miejska Forst podzielona rzeką na dwie części została objęta administracją tylko w części leżącej na prawym brzegu Nissy. Zgodnie ze stanem w dniu 12 maja pozostawiono w gromadach dotychczasowych sołtysów, mianowanych przez Komendę Wojenną. W gminach miejskich Żóraw [Żary], Forst, Gąsin [Jasień] mianowano burmistrzów – Polaków. Niemiecką nazwę miasta zastąpiono polską, tymczasową nazwą Barść lub Barszcz. Był to okres, gdy nie istniało jeszcze na tutejszych ziemiach urzędowe nazewnictwo. Polacy odwołali się do starej słowiańskiej nazwy miasta, której używali Łużyczanie. Według etymologów niemieckich (E. Mucke) łużyckie określenie „baršć” pochodzi od rośliny barszcz zwyczajny (polski „barszcz”, czeski „bršt”, rosyjski „boršč”). Spolszczona nazwa była tymczasowa i funkcjonowała do 19 maja 1946, a także pewien czas po ustaleniu dla tej miejscowości urzędowej nazwy Zasieki. Dowodami są nieliczne adnotacje w dokumentach archiwalnych. W latach 1945–1991 stacjonowała tu strażnica Wojsk Ochrony Pogranicza. Z dniem 16 maja 1991 roku strażnica została przejęta przez Straż Graniczną, a następnie rozformowana.
W sprawozdaniu sytuacyjnym Powiatowego Komitetu PPS w Żarach za maj 1946 wymieniono siedem miast znajdujących się w powiecie żarskim: Żary, Krystkowice (Krzystkowice), Goclaw (Jasień), Barszcz (Zasieki), Trąby (Trzebiel), Brody, Lubanica (Łęknica) i Przewóz. Dwa miesiące później w podobnym sprawozdaniu sytuacyjnym za lipiec 1946 Powiatowy Komitet PPS w Żarach wymieniał już tylko dwa miasta w powiecie: Żary i Jasień.
Zanikanie miasta Barść/Zasieki rozpoczęło się z rozpoczęciem prac Komisji Ustalania Nazw Miejscowości w Warszawie tj. w dniach 2–4 marca 1946. W sporządzonym w tym czasie wykazie wszystkich miejscowości liczących w 1939 ponad 5000 mieszkańców nie wymieniono Barści ani Forstu. Obowiązująca do dziś nazwa Zasieki została ustalona na podstawie Zarządzenia Ministrów Administracji Publicznej i Ziem Odzyskanych z dnia 19 maja 1946 o przywróceniu i ustaleniu urzędowych nazw miejscowości.
Czynników, które wstrzymały rozwój miasta Barść/Zasieki, było kilka, m.in.: nikłe zainteresowanie repatriantów, ograniczenia związane z położeniem w strefie przygranicznej oraz niestabilna sytuacja regionu. Najistotniejszy był problem natury technicznej, związany z kanalizacją miasta. Kolektor ogólnospławny przechodził pod Nysą na niemiecką stronę do oczyszczalni ścieków w Forst. Działanie kanalizacji w mieście okazało się niemożliwe bez porozumienia z Niemcami lub wymagało nakładów na przebudowę systemu kanalizacyjnego. Z tego powodu wymarłą miejscowość włączono do gminy Brody.
W 1950 roku, w wyniku reformy administracyjnej, utworzone zostało województwo zielonogórskie. W 1951 Wydział Gospodarki Komunalnej i Mieszkaniowej Prezydium Wojewódzkiej Rady Narodowej w Zielonej Górze został zobowiązany do wdrożenia uchwały Prezydium Rządu z dnia 3 stycznia 1951 w sprawie akcji robót rozbiórkowych, w celu pozyskania cegły rozbiórkowej na pokrycie potrzeb Państwowego Planu Inwestycyjnego. Wskutek tego rozebrano zabudowę niezasiedlonego miasta. Ponieważ do wykonania wysokich planów nie wystarczała cegła z wojennych gruzowisk i zniszczonych budynków, konieczne okazało się rozbieranie budynków w dobrym stanie technicznym. W wyniku prac rozbiórkowych dawny Barść stał się małą wsią o szerokich ulicach z chodnikami. W północnej części wsi powstał PGR, po zmianie ustrojowej przejęty przez kombinat Igloopol z Dębicy. Po jego upadku teren przeszedł w ręce Agencji Nieruchomości Rolnych Skarbu Państwa.
W latach 1975–1998 miejscowość administracyjnie należała do województwa zielonogórskiego.
W ostatnich latach w Zasiekach została zlikwidowana szkoła podstawowa.
Funkcjonowało tu polsko-niemieckie drogowe przejście graniczne Zasieki-Forst w ciągu drogi wojewódzkiej nr 289 oraz kolejowe przejście graniczne Zasieki-Forst, które zostały zlikwidowane 21 grudnia 2007 roku po przystąpieniu Polski do układu z Schengen.

## Miejsca
- Pozostałości i ruiny Berge – przedwojennej dzielnicy miasta Forst.
- Ruiny fabryki materiałów wybuchowych Deutsche Sprengchemie GmbH zbudowanej w latach 30. XX wieku.
- Elektrownia wodna i jaz zasuwowo-zastawkowy wybudowane w 1905 r.[17], przebudowywane w 1964 i 1996 roku[18].
- Ruiny mostu o unikalnej architekturze wybudowanego w 1921 r.[19]